# Бернард де Вентадорн

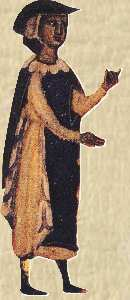
Бернард де Вентадорн

Берна́рд де Вентадо́рн (Бернарт де Вентадорн,Bernart de Ventadorn; бл. 1150-1180) - провансальский ліричний поет XII століття. Один з найвідоміших трубадурів Провансу.
Виходець із низів. Літературна спадщина становить 44 пісні (за іншими даними 41 пісня). Вся його поезія пройнята любовною темою. У творчості Бернарда де Вентадорна куртуазна лірика знайшла найповніше вираження.
Юрій Клен в циклі поезій «Прованс» присятив Бернардові де Вентадорну однойменний вірш .

## Українські переклади
У авторській антології перекладача Миколи Терещенка «Сузір'я французької поезії» (І — II, Київ, 1971) вміщено декілька перекладів українською з Бернарда де Вентадорн.